# Loi sur l'enseignement spécialisé
La Loi sur l'enseignement spécialisé (専門学校令, Senmon gakkō rei) une loi japonaise du 27 mars 1903 régissant le premier cycle universitaire. Elle est mise en place à la suite de l’ordonnance impériale n°61, et fixe les conditions d'accès aux établissements supérieurs, ainsi que la durée des études qui est établie à trois ans. Elle préfigure la mise en place d'un système universitaire au Japon en codifiant le fonctionnement des différentes écoles accueillant à l'époque les personnes issues des lycées du pays. 
Elle est abolie après la Seconde Guerre mondiale.